# Trichomesosa similis
Trichomesosa similis är en skalbaggsart som beskrevs av Stefan von Breuning 1950. Trichomesosa similis ingår i släktet Trichomesosa och familjen långhorningar. Inga underarter finns listade i Catalogue of Life.